# 賴登

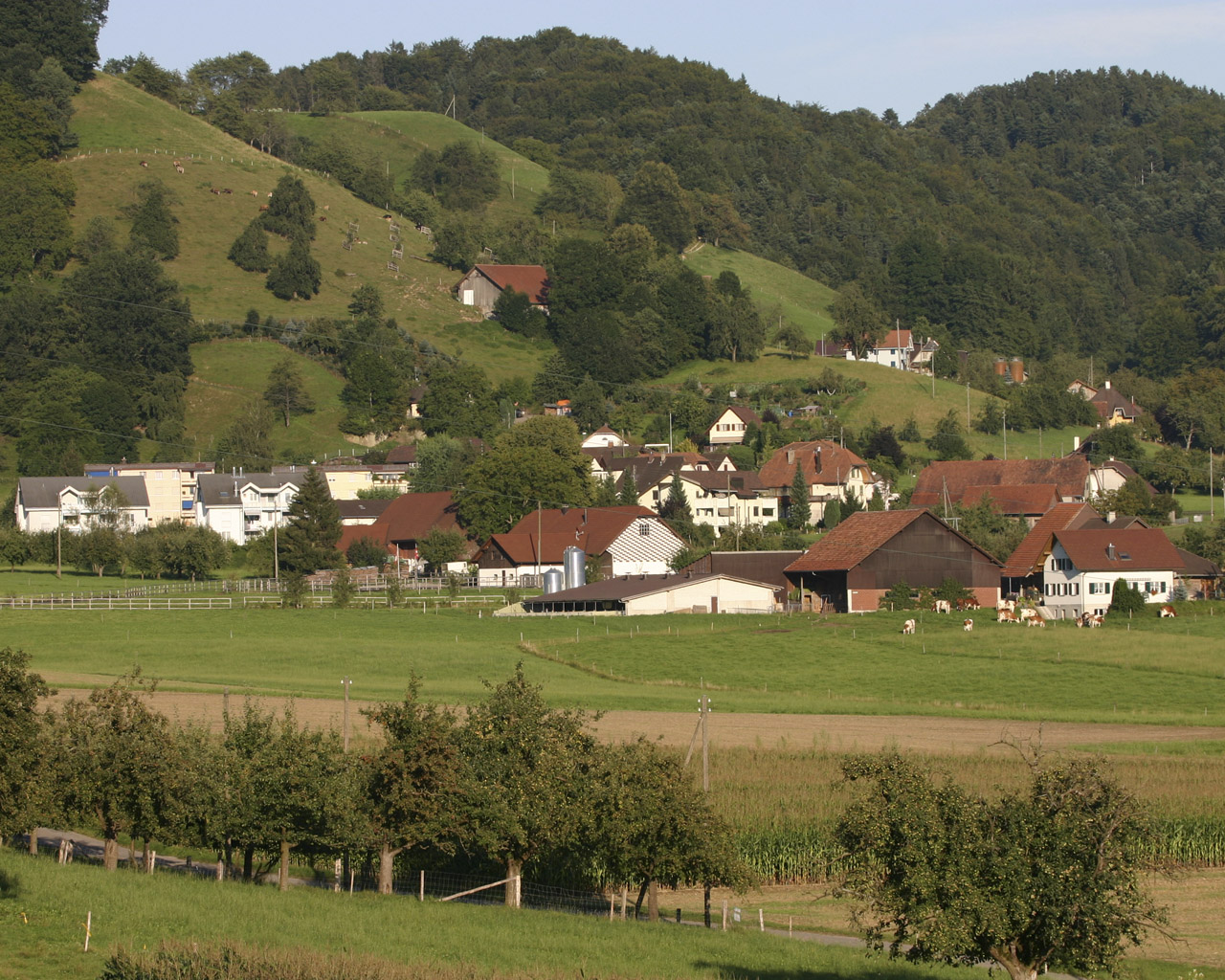

賴登是瑞士的城鎮，位於該國中部，由琉森州負責管轄，面積27.平方公里，一半土地是農業用地，海拔高度457米，2011年人口6,595，人口密度每平方公里244人。